# Dropati
Dropati is een Surinaamse zangeres en harmoniumspeelster. Ze was de eerste vrouw die in de muziekstijl baithak gana een langspeelplaat uitbracht en internationaal optrad. Zij en Ramdeo Chaitoe brachten de twee meest verkochte Oost-Indische albums van de Caraïben uit.

## Biografie
Dropati was een van de eerste vrouwen die optrad in de muziekstijl baithak gana. In kleine kring, zoals tijdens bruiloften, verjaardagen en de moeran bij baby's, waren haar weliswaar vrouwen voorgegaan. Maar optredens tijdens grote evenementen en in het buitenland waren echter weggelegd voor mannen, totdat Dropati in de jaren vijftig en zestig van de 20e eeuw opkwam. Zij was de eerste Hindoestaanse vrouwelijke artiest die een langspeelplaat opnam. Tijdens het zittend zingen, wat de vertaling is van baithak gana, bespeelde ze zelf het harmonium en werd ze begeleid door een of enkele andere musici, onder wie meestal Sahadat Chedi op de dhool.
In Guyana en Trinidad en Tobago wordt Dropati wel de Godmother van de chutney genoemd. Tijdens haar hoogtijdagen werd ze met het vliegtuig van Zanderij opgepikt om in het Caraïbisch gebied voor rijke mensen op te treden. De interesse voor Hindoestaanse muziek uit Suriname werd aangewakkerd door Ramdeo Chaitoe die in 1958 het album King of Suriname uitbracht, met religieuze muziek die werd ontvangen als populaire dansmuziek. Zijn album maakte hem niet alleen in Suriname bekend, maar ook in andere delen van de Caraïben. Hij was inmiddels naar de achtergrond verdwenen, toen Dropati in 1968 volgde met het album Lets sing & dance met traditionele bruiloftsmuziek. Ook haar muziek was religieus van aard en herleefde de populaire periode die Chaitoe een decennium eerder had gekend. Ze schreef met hits als Gowri pooja en Lawa geschiedenis als een van de pilaren onder de Indo-Caraïbische muziek. De twee albums van deze artiesten bleven tot het eind van de eeuw genoteerd als de best verkochte Hindoestaanse albums in de Caraïben. Naast de hoge verkoopcijfers zorgden de albums voor verbondenheid onder Hindoestanen in de Caraïben.